# Carlo Paolo Agazzi
Carlo Paolo Agazzi (Milano, 5 maggio 1870 – Milano, 5 dicembre 1922) è stato un pittore italiano.

## Biografia
Nato e vissuto prevalentemente a Milano, studiò all'Accademia di Brera come pupillo di Giuseppe Bertini. Alla mostra dell'Accademia del 1889, presentò per la prima volta una serie di nature morte di sua mano. Perfezionatosi nella tecnica dell'affresco, dipinse al Dosso Pisani per conto del diplomatico e scrittore scapigliato Carlo Dossi presso il Lago di Como ed a Villa Marenzi a Torbiato dipingendo un ciclo di Scene dal Faust di Goethe (incompleto). 
Prese parte alla Permanente di Milano (1892, 1893, 1895), ed all'Esposizione della Famiglia Artistica (1909 - 1911), alla Triennale di Milano (1889, 1894, 1900), ed alle Promotrici di Genova (1892), Torino (1892, 1896, 1902), ed alla Biennale di Venezia del 1899. Morì a Milano nel 1922.